# Anthocoris ussuriensis
Anthocoris ussuriensis – gatunek pluskwiaka z podrzędu różnoskrzydłych i rodziny dziubałkowatych.
Gatunek ten opisany został po raz pierwszy w 1927 roku przez Håkana Lindberga. Jako miejsce typowe wskazano Spassk-Dalnij w rosyjskim Kraju Nadmorskim.
Pluskwiak o podługowato-owalnym ciele długości od 3,8 do 4,5 mm. Głowa jest błyszcząco czarna i ma czułki zbudowane z czterech podobnych szerokością i owłosieniem członów. Długość szczecinek na członach trzecim i czwartym jest mniejsza niż dwukrotność średnicy tych członów. Środek drugiego członu czułków jest rudy, pozostała ich część natomiast czarna. Trójczłonowa, zakrzywiona kłujka w spoczynku nie sięga poza biodra przedniej pary. Lśniąco czarne, trapezowate przedplecze ma na przedzie obrączkę apikalną w całości wysuniętą przed kąty przednie. Trójkątna tarczka również jest lśniąco czarna. Półpokrywy mają błyszczące: cały klinik, całe egzokorium i tylną część endokorium; pozostałe ich elementy są matowe. Barwa półpokryw jest ciemnobrązowa z jasnobrązowymi nasadami lub całkowicie ciemnobrązowa. Odnóża są czarne z rudymi goleniami, a czasem także rudymi udami. Wszystkie pary odnóży mają trójczłonowe stopy. Odnóża tylnej pary niemal stykają się biodrami. Zatułów ma krawędź tylną trójkątną. Kanaliki wyprowadzające gruczołów zapachowych zatułowia są proste.
Owad ten bytuje na korze wiązów. Zarówno larwy, jak i owady dorosłe są drapieżnikami żerującymi na mszycach oraz innych małych bezkręgowcach, ich larwach i jajach.
Gatunek palearktyczny, znany z Korei, Chin, Mongolii i dalekowschodniej części Rosji, skąd podawany jest z Czukockiego Okręgu Autonomicznego, obwodu magadańskiego, obwodu amurskiego, Kraju Chabarowskiego i Kraju Nadmorskiego.